# Les Indes galantes
Les Indes galantes (Le Indie galanti) è un'opéra-ballet di Jean-Philippe Rameau consistente in un prologo e due entrées (atti), subito portate a tre, e poi a quattro, su libretto di Louis Fuzelier. La prima rappresentazione ebbe luogo il 23 agosto 1735 a Parigi, presso l'Académie Royale de Musique et de Danse (Opéra), nel Théâtre du Palais-Royal.

## Vicenda storica
Le vicende relative alle prime rappresentazioni dell'opera si presentano piuttosto laboriose. Essa andò in scena inizialmente come ballet-héroïque in un prologo e due atti: Le Turc généreux e Les Incas du Perou. La coreografia era curata da Michel Blondy. L'accoglienza del pubblico fu piuttosto fredda e, fin dalla terza rappresentazione si provvide ad aggiungere anche una nuova entrée intitolata Les Fleurs, ma anche questa fu causa di malumori (un principe turco vi si presentava vestito da donna destando l'ostilità dei benpensanti), nonostante la magnifica scenografia predisposta da Giovanni Niccolò Servandoni che aveva allora l'incarico di primo pittore-decoratore dell'Opéra. L'entrée des Fleurs fu quindi sottoposta ad una prima parziale revisione che fu messa in scena l'11 settembre. L'opera dovette quindi godere di un certo successo perché rimase in scena fino al 25 ottobre godendo di ben 28 rappresentazioni.
Quando poi fu nuovamente programmata il 10 o 11 marzo 1736, l'affluenza di pubblico risultò addirittura "prodigiosa". L'entrée des Fleurs era stata completamente rinnovata ed un quarto atto, intitolato Les Sauvages, era stato aggiunto, "permettendo a Rameau di riutilizzare la famosa aria dei Selvaggi che egli aveva scritto nel 1725" in occasione di una visita a Parigi di alcuni capi indiani americani e che era poi stata inclusa nelle Nouvelles Suites de pièces de clavecin (1728). In questa sua nuova versione l'opera ricevette sei rappresentazioni nel mese di marzo e fu poi ripresa a partire dal 27 di dicembre. Ulteriori riprese ebbero luogo nel 1743-1744, 1751 e 1761 per un totale complessivo di 185 spettacoli. Il prologo e le singole éntrée dell'opera furono anche spesso ripresi separatamente nel quadro degli spettacoli cosiddetti "di fragments" (o "spectacles coupés"), e il lavoro nel suo insieme fu anche dato a Lione il 23 novembre 1741, nella sala del Jeu de Paume de la Raquette Royale, e poi nel 1749/1750, su iniziativa del cognato di Rameau, Jean-Philippe Mangot.
Successivamente, l'Académie Royale de Musique abbandonò l'opera per quasi due secoli, fino al 18 giugno 1952, quando essa fu nuovamente messa in scena in una fortunatissima produzione destinata ad avere nel periodo fino al 29 settembre 1961, il numero sbalorditivo, per un'opera settecentesca, di 236 spettacoli.

## Personaggi e interpreti
| Personaggio                                          | Tipologia vocale                           | Interprete della prima, 23 agosto 1735            |
| Prologo                                              | Prologo                                    | Prologo                                           |
| ---------------------------------------------------- | ------------------------------------------ | ------------------------------------------------- |
| Hébé                                                 | soprano                                    | Mlle Eremans (o Erremans)                         |
| L'Amour                                              | soprano, in travesti                       | Mlle Petitpas                                     |
| Bellone                                              | Basse-taille (basso-cantante), in travesti | Cuignier (o Cugnier)                              |
| Prima entrée                                         |                                            |                                                   |
| Emilie                                               | soprano                                    | Marie Pélissier                                   |
| Valère                                               | haute-contre                               | Pierre Jélyotte                                   |
| Osman                                                | basse-taille                               | Jean Dun "fils"                                   |
| Seconda entrée                                       |                                            |                                                   |
| Phani                                                | soprano                                    | Marie Antier                                      |
| Don Carlos                                           | haute-contre                               | Pierre Jélyotte                                   |
| Huascar                                              | basse-taille                               | Claude-Louis-Dominique Chassé de Chinais          |
| Terza entrée (prima versione: agosto/settembre 1735) |                                            |                                                   |
| Fatime                                               | soprano                                    | Mlle Petitpas                                     |
| Zaïre                                                | soprano                                    | Mlle Eremans                                      |
| Tacmas                                               | haute-contre                               | Denis-François Tribou                             |
| Ali                                                  | basse-taille                               | Person                                            |
| Terza entrée (seconda versione: 11 marzo 1736)       |                                            |                                                   |
| Fatime                                               | soprano                                    | Mlle Petitpas                                     |
| Atalide                                              | soprano                                    | Mlle Eremans                                      |
| Tacmas                                               | haute-contre                               | Denis-François Tribou                             |
| Roxane                                               | soprano                                    | Mlle Bourbonnais                                  |
| Quarta entrée (11 marzo 1736)                        |                                            |                                                   |
| Zima                                                 | soprano                                    | Marie Pélissier                                   |
| Adario                                               | taille (baritenore)                        | Louis-Antoine Cuvillier (or Cuvilier or Cuvelier) |
| Damon                                                | haute-contre                               | Pierre Jélyotte                                   |
| Don Alvar                                            | basse-taille                               | Jean Dun "fils"                                   |

## Sinossi

### Prologo
Hébé (Ebe) e Bellone (Bellona) esaltano i piaceri dell'amore.

### Primo atto: Il turco generoso
Valère vaga per il mondo alla ricerca del suo amore. Emilie viene catturata da Osman, ex servitore di Valère.  Quando li trova entrambi, Osman pentito rilascia la prigioniera affinché possa ricongiungersi con il suo ex amante.

### Secondo atto: Gli Inca del Perù
Viene rappresentata la rivalità fra l'inca Huascar e lo spagnolo Don Carlos, entrambi interessati alla principessa Phani.

### Terzo atto: I fiori
- Prima versione: il principe persiano Tacmas è innamorato di Zaire, schiava del suo confidente Ali. Fatima, schiava di Tacmas, è invece innamorata di Ali. Nella festa dei fiori finale l'intreccio è disvelato e i due si scambiano le schiave con soddisfazione generale.
- Seconda versione: la sultana Fatima sospetta che suo marito Tacmas la tradisca con Atalide; si traveste allora come schiava, riuscendo a carpire la confidenza di Atalide, e comprende così l'infondatezza dei suoi sospetti.

### Quarto atto: I selvaggi d'America
Ambientato in Nord America, dove uno spagnolo e un francese competono per l'amore di Zima, figlia di un nativo, la quale, invece, preferisce uno del suo stesso popolo.

## Registrazioni
- Valérie Gabail, Nicolas Cavallier, Patricia Petibon, Paul Agnew, Jaël Azzaretti, Danielle de Niese, Anna Maria Panzarella, Nicolas Rivenq. Les Arts Florissants diretta da William Christie. Edito nell'agosto 2005 in due DVD. Catalogo BBC/Opus Arte No. 923.